# Björkbarksolja
Björkbarksolja, eller amerikansk björkolja, är en eterisk olja som framställs genom destillation av bark från den i Nordamerika växande svarta björken, Betula lenta. Oljan är färglös eller gul och är i doft och smak svår att skilja från metylsalicylat varav den består till 99 %. Mängden olja som kan utvinnas uppgår till 0,6 % av barkens vikt. Oljan används vid parfym- och likörtillverkning.
Ångdestillation av knoppar och färsk bark av den vanliga björken ger björkolja som kan användas som tillsats till hårvatten.